# علامة ستلواغ
علامة ستِلواغ (بالإنجليزية: Stellwag’s sign)‏، هي علامة طبية عبارة عن رمش بشكل غير منتظم وغير مكتمل بسبب الجحوظ الدراقي أو اعتلال العين المنسوب لغريفز. ترتبط علامة ستلواغ بعلامة دالريمبل.
سُمّيت نسبةً إلى أخصائي العيون الأسترالي كارل ستلواغ كاريون(1823-1904).